# Sarsia densa
Sarsia densa is een hydroïdpoliep uit de familie Corynidae. De poliep komt uit het geslacht Sarsia. Sarsia densa werd in 1897 voor het eerst wetenschappelijk beschreven door Hartlaub. 